# コーンウォリス島

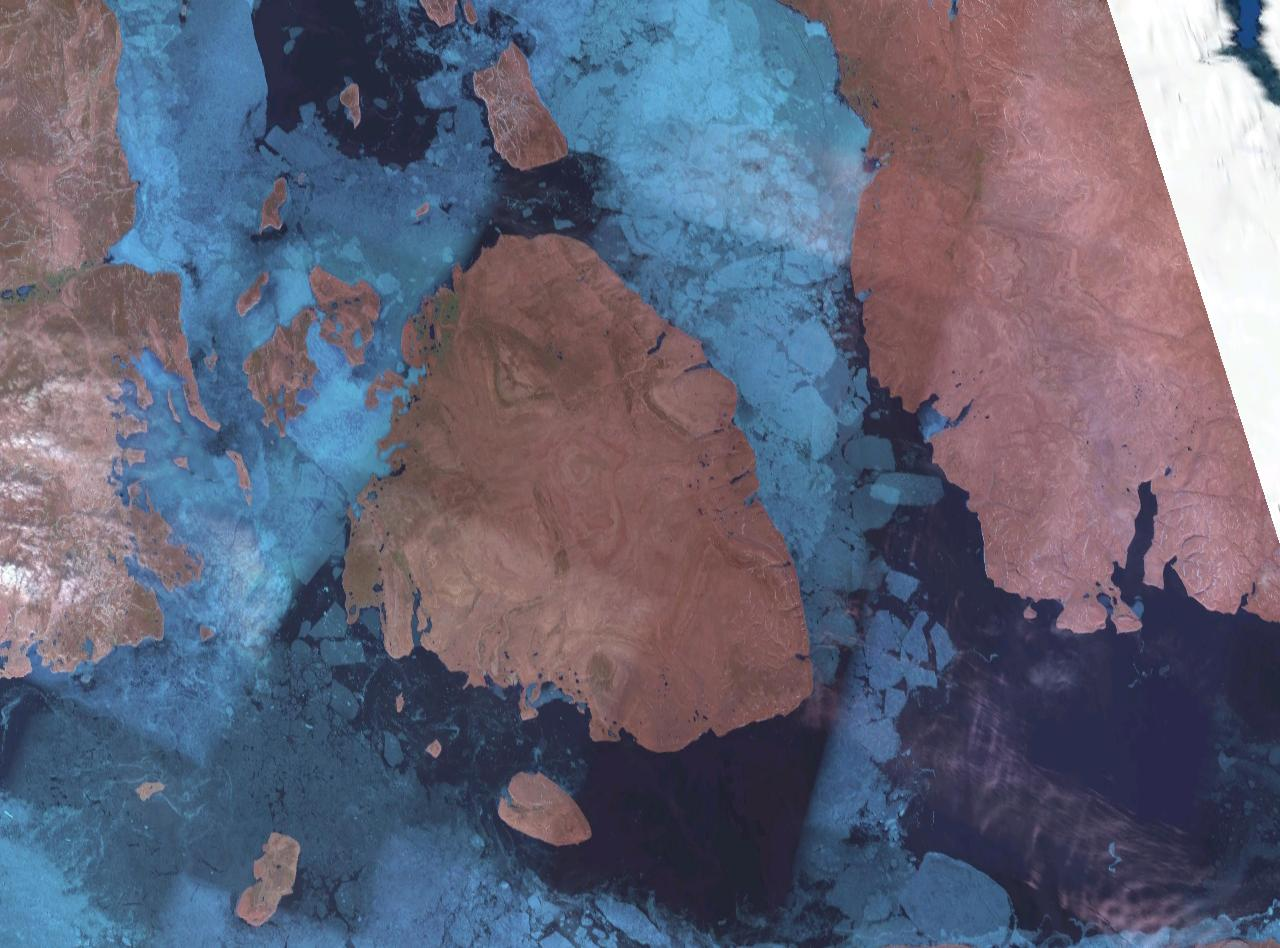
NASA 地球資源探査衛星によるコーンウォリス島の写真

コーンウォリス島（Cornwallis Island）はクイーンエリザベス諸島を構成する島のひとつである。カナダのヌナブト準州に属する。南にはレゾリュートという町がある。南にバロー海峡と隔てられてサマーセット島がある。東にはデヴォン島がある。面積は約6,995 km2 である。
ヨーロッパ人による最初の航海は、1819年のウィリアム・エドワード・パリーによるもので、その際イギリス海軍提督のウィリアム・コーンウォリスにちなんでこの島をコーンウォリス島と名付けた。
座標: 北緯75度5分0秒 西経95度0分0秒 / 北緯75.08333度 西経95.00000度